# Ursula Mauch
Pour les articles homonymes, voir Mauch.
Ursula Mauch, née le 29 mars 1935 à Oftringen (originaire de Teufenthal et Hasle bei Burgdorf), est une personnalité politique suisse d'Argovie, membre du parti socialiste.
Elle est la première conseillère nationale argovienne, de 1979 à 1995, la première femme à diriger un groupe parlementaire à l'Assemblée fédérale et la première femme candidate au Conseil d'État argovien en 1985.

## Biographie
Ursula Mauch naît Ursula Widmer le 29 mars 1935 à Oftringen, dans le canton d'Argovie. Elle est originaire de Teufenthal, dans le même canton, et de Hasle bei Burgdorf, dans le canton voisin de Berne. Son père est maître-boucher. Elle a un frère, Hans Widmer, futur directeur d'Oerlikon-Bührle.
Elle suit l'école de commerce à Neuchâtel de 1951 à 1952, puis fait des études de chimie à l'école d'ingénieurs de Winterthour (technicum de Winterthour (de)) de 1954 à 1957.
Après un séjour de cinq ans aux États-Unis (de 1959 à 1964), où elle étudie au Massachusetts Institute of Technology, elle enseigne la physique et la chimie de 1970 à 1987 à l'école des métiers d'Aarau. Elle cofonde en parallèle en 1976 un bureau d'études et de conseils sur les questions environnementales (Infras) qu'elle dirige avec son mari jusqu'en 1998,.
Elle est mariée à Samuel Mauch, ingénieur de formation, et mère de trois enfants. Sa fille aînée est Corine Mauch, maire de Zurich depuis 2009.
Elle habite à Oberlunkhofen, dans le canton d'Argovie,.

## Parcours politique
Ses premiers engagements politiques se font à partir de 1967 au sein du mouvement libéral de gauche Team 67 (de), cofondé par son mari. Elle y côtoie le futur conseiller national Silvio Bircher. En 1971, elle est candidate au Conseil des États,.
Elle siège au Grand Conseil du canton d'Argovie sous les couleurs du Parti socialiste de 1974 à 1980.
En 1979, elle devient la première femme argovienne élue au Conseil national. Elle y est réélue à trois reprises et préside le groupe socialiste de 1987 à la fin de sa quatrième législature, en 1995. Succédant au Tessinois Dario Robbiani, elle est la première femme à diriger un groupe parlementaire à l'Assemblée fédérale,.
Elle est également la première femme candidate au Conseil d'État du canton d'Argovie en 1985, échouant au second tour à conserver le deuxième siège socialiste face au candidat radical Victor Rickenbach (de).
Sa candidature est sérieusement envisagée en 1993 lors de la succession de René Felber au Conseil fédéral,.

### Profil politique
Spécialiste des dossiers environnementaux, notamment opposée à la centrale nucléaire de Kaiseraugst, elle a une réputation de modérée à l'opposé du président de son parti Peter Bodenmann, même si elle se situe plutôt sur la gauche de son parti.